# Трезвость в православии
Трезвение (греч. νῆψις, непсис) — принятая в православии религиозная добродетель, смысл которой заключается в бдительности, бодрствовании и воздержанности (как от вина, так и от нечистых помыслов). Библейским основанием термина служит 1-е Послание Петра: «Трезвитесь, бодрствуйте, потому что противник ваш диавол ходит, как рыкающий лев, ища кого поглотить» (1Пет. 5:8)

## Понятие трезвости в христианстве
Святые отцы учили о необходимости трезвости (трезвения) для спасения человека. Есть множество святоотеческих трудов о том, каким образом можно приобрести добродетель трезвости (трезвения).
Современным языком понятие «трезвость» можно объяснить как потребность в абсолютно честном, незамутненном взгляде на самого себя и на окружающий мир. Трезвость (трезвение) — это свобода от самообмана, в духовном смысле — состояние, противоположное духовной прелести.
Другое значение понятия трезвения: полная противоположность опьянению чем-либо — алкогольной, наркотической, нередко приводящих к патологической зависимости. Трезвение — это отстранение от искушений и соблазнов.
Епископ Никон (Рождественский) писал: «Трезвость телесная не только есть высокая добродетель, но и дар Божий. Она украшала пророков… О ней предсказывали ангелы Божии. Так жене Маноя — матери Сампсона, ангел Божий предрекал, что имеющий родиться от неё сын не будет пить ни вина, ни сикера, а потому завещал и ей воздерживаться от этих напитков во время чревоношения… Также предсказывая рождение Предтечи, архангел называет его великим, указывая величие и в том, что он не будет употреблять вина и сикера, а будет исполняться духом Святым. Так, братие, высока добродетель воздержания в очах Божиих! Но насколько высока добродетель эта, настолько гнусно невоздержание. Через вино, как бы через дверь, человек приходит к другим порокам».
Многие христианские подвижники, соблюдая умеренность в употреблении жидкостей (питии) совершенно исключали вино из употребления, опасаясь грехов:
- зависимости. Все мне позволительно, но не все полезно; все мне позволительно, но ничто не должно обладать мною. (1 Кор.6:12). Известен пример из Патерика, где святой старец отказывается от вина, говоря послушнику, принесшему его «унеси от меня эту смерть». Прочие, участвовавшие в трапезе, увидев это, также не стали пить вина[4].
- пьянства «Пьяницы…Царства Божьего не наследуют» (1Кор 6:9).
- соблазнения ближнего. Лучше… не пить вина и не [делать] ничего [такого], отчего брат твой претыкается, или соблазняется, или изнемогает. (Рим.14:21)

Святитель Феофан Затворник писал: "…для всех нас и на все случаи закон: ничего не делать, чем можно соблазнить брата.… Воздерживайся также от вина и от всего, что только служит соблазном; потому что спасение брата не идет ни с чем в сравнение.
„Не упивайтесь вином“ (Еф.5,18), но как положить меру, с которой начинается упивание? Христианам скорее идет — совсем не пей, — разве только в крайностях, в видах врачевания. Конечно, не вино укоризненно, а пьянство; но огонь в кровь влагается и малым количеством вина, и прибывшее от того развеселение плотское развевает мысли и расшатывает нравственную крепость. Какая же нужда ввергать себя в такое опасное положение? Особенно когда сознается, что всякую минуту времени надобно искупать, а этим поступком не минуты, а дни отдаются даром врагам, и добро бы даром, а то ещё и с приплатой! Итак, строго судя, винопитие совсем должно быть изгнано из употребления из среды христиан».
Известный богослов начала XX века, митрополит Киевский и Галицикий, прославленный в лике новомучеников, Владимир (Богоявленский) называл воздерживающихся от употребления вина на трапезе абстинентами.
В известном докладе «Против ли нас (абстинентов) Библия» изложил краткое, в 6-ти пунктах изложение учения православных трезвенников с нравственным его обоснованием, основанном на Священном Писании. В частности:
«Если, таким образом, я знаю, что весь народ, среди котораго живу я, тяжело страдает от какого-нибудь бедствия, то эта любовь обязывает меня сделать все, что только я могу предпринять к устранению бедствия, а прежде всего употребить то средство, которое может быть наиболее действенным. А самое действительное средство против алкоголя как в отношении общественнаго оздоровления, так и уврачевания отдельных его жертв, есть совершенное отречение от употребления спиртных напитков».

## Трезвость в библейской традиции

### Ветхий Завет
Вино широко использовалось у ветхозаветных евреев как способ сохранения виноградного сока в жарком климате. Его подавали во время трапезы (Быт. 27, 25; 1 Пар. 12, 40; Ис. 22, 13), часто употребляли с хлебом (Быт. 14, 18; 1 Цар. 16, 20; 25, 18); оно входило в рацион как правителей (Неем. 5, 15; 18), так и простых людей (2 Пар. 2, 10; 15); вино брали в путешествие (Суд. 19, 19); им снабжали гарнизоны в городах (2 Пар. 11, 11; 32, 28). Однако вино всегда пили разбавленным на 1/3 — 2/3 водой; неразбавленное же вино давали только варварам и рабам.
Впервые вино упоминается в Библии в 9 главе Книги Бытие. «Ной начал возделывать землю и насадил виноградник; и выпил от вина, и опьянел, и лежал обнаженным в шатре» (Быт.9; 20)
Далее следует грех Хама и разделение в семье.
От вина в Писании отличают крепкий напиток сикер (сикера) (Лев. 10, 9; Числ. 6, 3; Втор. 29, 6; Суд. 13, 4; 1 Цар. 1, 15). Были известны крепкие напитки из фиников, граната, меда, злаков (Песн. 8, 2; Притч. 20, 1; Ис. 24, 9; 28, 7; 29, 9).
В Свящ. Писании даются примеры постыдного поведения пьяных:
- опьяневший шатается (Пс. 106, 27; Притч. 23, 34),
- изрыгивает (Ис. 28, 8; Иер. 25, 27),
- имеет багровые глаза (Притч. 23, 29),
- вызывает насмешки (Ос. 7, 5),
- лишается приличия (Плач. 4, 21), ума (Ос. 4, 11),
- становится бедняком (Притч. 23, 21; ср.: 21, 17),
- а вожди — неспособными выполнять их дело (Притч. 31, 4-5).

Приводятся примеры поступков, связанных с опьянением Ноя (Быт 9. 21), Лота (Быт 19. 31-38), Навала (1 Цар 25. 36-39), Давида (2 Цар 11. 13), Авесалома (2 Цар 13. 28), Илы (3 Цар 16. 9-10), Велиазара (Дан 5. 2), Олоферна (Иф 13. 2).
Полное воздержание от вина считалось чем-то необычным. Отказ от вина мог быть обусловлен его связью с языческим образом жизни (Дан 1. 8; ср. Втор 32. 38). Прор. Даниил не пил вино 3 недели перед получением видения, когда «был в сетовании» (Дан 10. 2-3).
Служащим священникам поэтому было запрещено пить вино под страхом смерти (Лев 10. 8-11; Иез 44. 21).
Назореи также должны были отказаться от винограда и любых продуктов из него на все время обета (Числ 6. 3; ср.: Суд 13 и Ам 2. 12).
Наконец, рехавиты не пили вино, так как стремились сохранить образ жизни номадов, без постоянных жилищ, сельского хозяйства и скотоводства (Иер 35).
Премудрый Соломон поучает: «Не смотри на вино, как оно краснеет, как оно искрится в чаше, как оно ухаживается ровно: впоследствии, как змей, оно укусит, и ужалит, как аспид» (Притч. 23, 32); «Вино — глумливо, сикера — буйна; и всякий увлекающийся ими, неразумен» (Притч. 20, 1).
В книге Притчей Соломона есть поучение мудрой матери царя Лемуила: «Не царям, Лемуил, не царям пить вино, и не князьям сикеру, чтобы, напившись, они не забыли закона и не превратили суда всех угнетаемых» (Притч. 31, 4).

### Новый Завет
По толкованию Феофилакта Болгарского на чудо, сотворённое Господом на браке в Кане Галилейской (Ин.2:1-12), «под „вином“ ты можешь разуметь евангельское учение, а под „водою“ все предшествовавшее Евангелию, что было очень водянисто и не имело совершенства евангельского учения».
Существуют разные мнения по вопросу пил ли вино Иисус Христос. В православном богословии считается, что во время Своего земного служения Он употреблял вино (Мф 11. 19; Лк. 7. 34):

Пришёл Сын Человеческий, ест и пьет; и говорят: вот человек, который любит есть и пить вино, друг мытарям и грешникам. И оправдана премудрость чадами её (Мф. 11:19).

Пришёл Сын Человеческий: ест и пьет; и говорите: вот человек, который любит есть и пить вино, друг мытарям и грешникам (Лк. 7. 34).
В повествованиях о Тайной вечере термин греч. οἶνος (вино) не встречается ни у синоптиков, ни у ап. Павла (Мф 26. 20-29; Мк 14. 17-25; Лк 22. 14-28; 1 Кор 11. 23-25). Согласно православному толкованию, тем не менее «очевидно, что в чаше, над которой Спаситель произнес благословение, находилось вино» (см.: Мк 14. 25; Мф 26. 29; Лк 22. 18).
И не вино, но Причастие должно стать источником радости для христианина в Новозаветное время.
Об этом пишет св. прав. Иоанн Кронштадтский:
«Хуже ли Я тебя упоеваю из Чаши Моей, что ты пьешь водку?» — Мало разве Я веселю тебя, что ты пьешь еще…увеселяющее питие?" — Господи! Твое веселье, от Чаши Твоей получаемое, совершенное, несравненное: оно и сердце веселит и тела не обременяет ни мало; и веселит сердце чисто, возвышенно, покойно; а «вино веселит сердце» (Пс. 103:15), но и отуманивает и одебеляет его и тяжесть производит потом в душе и в теле… — Итак, оставь пить водку. Не отуманивай своего сердца, не прогоняй благодать Мою от себя: она нежна, тонка, целомудренна и легко оскорбляется малейшим плотским угодием. — Я люблю желудок постный, питающийся простым хлебом и водою".
Апостол Павел, будучи назореем сам воздерживался от вина и поучает христиан: «Лучше не есть мяса, не пить вина и не [делать] ничего [такого], отчего брат твой претыкается, или соблазняется, или изнемогает». (Рим.14:21). «И не упивайтесь вином, от которого бывает распутство; но исполняйтесь Духом». (Еф.5:18).
При этом апостол Павел пишет, что умеренное употребление вина может быть полезно для здоровья: «Впредь пей не одну воду, но употребляй немного вина, ради желудка твоего и частых твоих недугов» (1 Тим 5. 23-24). По этому поводу книга христианских правил «Номоканон» поясняет: «….Буди первее ты, якоже Тимофей и тако пий и ты вино, яко же и он изсушися от частых, постися прежде крепце и воду пий леты многими и прочая труды Тимофеевы покажи. Умертви си тело и тогда пий вино в меру». Иными словами, будь подобен в подвигах воздержания и трудах апостолу Тимофею, тогда и пей при сильных недугах «немного вина».
Святитель Феофан Затворник, толкуя слова Павла об умеренности, пишет так:«Не упивайтесь вином (Еф.5,18), но как положить меру, с которой начинается упивание? Христианам скорее идет — совсем не пей, — разве только в крайностях, в видах врачевания. Конечно, не вино укоризненно, а пьянство; но огонь в кровь влагается и малым количеством вина, и прибывшее от того развеселение плотское развевает мысли и расшатывает нравственную крепость. Какая же нужда ввергать себя в такое опасное положение? Особенно когда сознается, что всякую минуту времени надобно искупать, а этим поступком не минуты, а дни отдаются даром врагам, и добро бы даром, а то еще и с приплатой! Итак, строго судя, винопитие совсем должно быть изгнано из употребления из среды христиан». (Толкование на Первое послание св. апостола Павла к коринфянам)
«Для нас и на все случаи закон: ничего не делать, чем можно соблазнить брата… Воздерживайся также от вина и от всего, что только служит соблазном; потому что спасение брата не идет ни с чем в сравнение» (Толкование на Первое послание св. апостола Павла к римлянам).

## Трезвость в святоотеческой традиции
«Увеселяясь вином, будешь проводить жизнь в сожительстве со срамными помыслами, и много переиспытаешь печалей». (свт. Феодор Эдесский.)
«Для всех полезно не пить вина, особенно для крепких телом». (прп. Феодор Студит)
Свт. Григорий Богослов: «Вино — это поджога остывшей страсти; а всякое подложенное в огонь вещество усиливает пламень». «Вино, по природе своей, не знакомо с целомудрием; тем и производит оно удовольствие, что раздражает».
«Кто с мудрою умеренностью воздерживался от вина, того преимущественно ожидают к себе райские виноградники, и каждая лоза простирает к нему свои грозди». (преподобный Ефрем Сирин)
Святитель Иоанн Златоуст очень точно отмечает: «Вино производит помешательство и, если даже не причиняет опьянения, ослабляет крепость сил души и приводит её к рассеянности».
«Вино возобновляет все страсти и изгоняет из души страх Божий». (Прп. авва Исаия)
«Огонь, заключенный в вине, перейдя в тело, делается воспаляющим веществом для разжженных стрел врага; потому что вино потопляет собою и рассудок и ум, а похоти и сластолюбие воспламеняет, как масло — огонь». (свт. Василий Великий)
«Воздерживающийся от вина увидит себя не носимым помыслом, не возгораемым душевно, но всегда трезвенствующим в любви к Богу и ревностным ко всему лучшему и содействующему спасению.
Воздерживающийся от вина Духа Святого носит в себе. Пиющий воду облекается в одежду умиления…» (Преподобный Феодор Студит)

### Основания для трезвости в Типиконе — Уставе Церковном
Для тех, кто желает употреблять вино, Типикон сие не возбраняет.
«Черпати же тогда потребно есть… по единой чаше, или по две, или множицею по три, и ино ничтоже. Две бо или три чашы не по уставу рекохом, но по нужди бывает».
То есть строго говоря, Типикон разрешает (но не предписывает) по одной чаше вина, (в неимущих странах — пиво) две или три — уже по «нужде».
И далее в Типиконе: «Великий Симеон Чудотворец глаголет, яко похвала монаху, еже не питии вина. Аще ли и пиет немощи ради тела своего, мало да испивает. Подобно же и великий Пимен отец наш глаголет: яко вина отнюдь не подобает питии монаху».
Что же такое вино, разрешаемое Уставом?
Натуральное вино это — виноград (в неимущих странах — вишня, слива, мед…) перебродивший в естественных условиях или с небольшим добавлением сахара. Все витамины, минералы и микроэлементы, присутствовавшие в плодах земли точно так же так и при квашении капусты, мочении яблок сохраняются и могут быть использованы на пользу человеку. Этиловый спирт, получившийся в результате брожения — не основной, а вспомогательный, побочный, консервирующий элемент. Чтобы уменьшить его концентрацию традиционно вино разбавляли. В вине ценился вкус, букет, цвет, сладость, терпкость, но не крепость. Если где в Священном Писании и говорится об опьяняющих свойствах вина, то всегда в негативном смысле. Крепость и в Библейской и в античной традиции рассматривалась скорее, как помеха.

### Трезвость иПравила святых апостолов.
Правила 51 и 53 Святых Апостолов решительно возбраняют христианам гнушение вином, но допускают «удаление от вина» ради подвига воздержания.
По мнению Алексея Ильича Осипова, профессора богословия, преподавателя Московской Духовной Академии следует различать гнушение от воздержания:
"Одно дело гнушаться, другое — воздерживаться. Это разные вещи. Что значит — гнушаюсь? Под гнушением что разумеется? Когда Апостольские правила пишут о гнушении, что имеется в виду? Вино, мясо — то есть рассматривается то, что является творением Божиим. Гнушаться творением Божиим грешно. Но рассматривать — одно полезно, а другое вредно — это моя обязанность.
Надо понимать разницу между гнушением и рассуждением. Что мне полезно и что — вредно. Вот алкоголь — вреден. Моему организму трудно пить водку, коньяк, спирт, да ещё неразбавленный. И здесь я — нет-нет-нет! Но не потому, что гнушаюсь, потому что для меня смертельно, потом что вредно. Это разные понятия — вред и гнушение.

### Святые Церкви, воздерживавшиеся от вина
«Жития святых» святителя Димитрия Ростовского указывают нам на множество святых которые ради воздержания совершенно отказывались от вина.
Преподобный Павел Комельский (память 10 января);
Преподобный Иринарх Затворник(13 января);
Преподобные отцы в Синае и Раифе (14 января);
Преподобный Макарий Александрийский (19 января);
Апостол Тимофей (22 января);
Священномученик Климент, епископ Анкирский (23 января);
Преподобная Ксения, в мире Евсевия (24 января);
Преподобный Македоний Пустынник (24 января);
Преподобный Макарий Колязинский (17 марта);
Святитель Евтихий, архиепископ Константинопольский(6 апреля);
Преподобный Пахомий Великий (15 мая);
Преподобный Симеон Дивногорец (24 мая);
Блаженный Иероним. (15 июня)
Преподобный Паисий Великий (19 июня);
Преподобный Афанасий Афонский (5 июня);
Святитель Феодор епископ Едесский (9 июля);
Преподобный Антоний Печерский (10 июля);
Преподобная Евпраксия(25 июля);
Преподобный Моисей Угрин (26 июля);
Пророк Самуил (20 августа);
Преподобный Александр Свирский (30 августа);
Преподобный Симеонн Столпник (1 сентября);
Преподобный Дорофей пустынник (16 сентября);
Святитель Димитрий, митрополит Ростовский, чудотворец (21 сентября);
Преподобный Сергий Радонежский (25 сентября);
Преподобный Харитон исповедник (28 сентября);
Преподобный Дамиан Печерский (5 октября);
Преподобная Таисия (8 октября);
Святитель Мартин Милостивый, епископ Турский (12 октября);
Преподобномученик Лукиан, пресвитер Антиохийский (15 октября);
Святитель Иоанн, епископ Суздальский (15 октября);
Апостол Иаков, брат Господень по плоти (23 октября);
Мученик Арефа (24 октября);
Преподобный Маркиан (2 ноября);
Преподобный Иоанникий Великий (4 ноября);
Преподобный Лука (6 ноября);
Святитель Иоанн Златоуст, патриарх Константинопольский (13 ноября);
Преподобный Петр Молчальник (25 ноября);
Преподобный Роман (27 ноября);
Святитель Феодор, архиепископ Ростовский (28 ноября);
Преподобный Афанасий Печерский (2 декабря);
Преподобные Иоанн, Ираклемон, Андрей и Феофил (2 декабря);
Преподобный Стефан Новосиятель (9 декабря);
Преподобные Марк Пещерник и Феофил Плачливый (29 декабря).
И многие другие святые мужи и жены.
В житии Апостола и Евангелиста Марка (25 апреля) есть свидетельство о первых христианах из Александрии: «Вина отнюдь никто из них не пьет»
.

## Русская православная церковь и борьба за трезвость

### Традиции трезвости в Русской православной церкви X—XVIII веков
Стоглавый собор 1551 года в главе 51 «Ответ о пиянственном питии. Собрание от Божественнаго Писания яко не подобает во обители питию быти от негоже пияньство бывает» подчеркивает традиционность употребление вина в «Констянтине граде и во святей горе Афонстеи, и во иных тамошних местех», но «до пиянства его не пияху».
О Российской земле сказано так: «аще имеем питие пьянственное, не можем воздержатися, но пием до пьянства. А еже повелевают отцы святии пити по чаши или по две, или по три, сего мы ниже слышати хощем, ниже ведаем меру чаш онех, но сицева мера наша есть егда пияни — будем, якоже себе не познати, ниже помнити множицею даже и до облевания, и тогда перестанем пити».
Уставы многих русских иноческих обителей исключали употребление вина на трапезе: Обитель преподобного Иосифа Волоцкого, Дивеевский женский монастырь (преподобный Серафим благословил: «Чтобы запаха вина в моей обители не было»), Валаамская обитель.
Святитель Феофан Затворник поучал: «Берегись первой чарки, пить до дна — не видать добра. И здоровье бывает крепче и надежнее, когда не пьют совсем. Не пьющий всегда свеж, проворен на деле. „Не упивайтесь вином“ (Еф. 5,18), но как положить меру, с которой начинается упивание? Христианам скорее идёт — совсем не пей, — разве только в крайностях, в видах врачевания. Конечно, не вино укоризненно, а пьянство; но огонь в кровь влагается и малым количеством вина, и прибывшее от того развеселение плотское развевает мысли и расшатывает нравственную крепость. Какая же нужда ввергать себя в такое опасное положение? Особенно когда сознаётся, что всякую минуту времени надобно искупать, а этим поступком не минуты, а дни отдаются даром врагам, и добро бы даром, а то ещё и с приплатой! Итак, строго судя, винопитие совсем должно быть изгнано из употребления из среды христиан».
Много поучений о вреде пьянства и пользе трезвости можно встретить у святителя Димитрия Ростовского, Иоанна Кронштадтского.

### Трезвенное движение в Церкви XIX — начала XX вв.
В XIX веке, с искусственным насаждением пьянства, в народе возникло стихийное движение за трезвость, которое было поддержано Русской Православной Церковью.
Первые общества трезвости появились в Литве в 1858 году, затем они возникли в губерниях Саратовской, Рязанской, Екатеринославской, Курской, были известия из Перми и Сибири — почти вся Россия покрылась сетью этих обществ.
Святейший Синод Указом от 10 августа 1859 г. благословил  «…священнослужителей живым примером собственной жизни и частым проповедованием в Церкви Божией о пользе воздержания, ревностно содействовать возникшей в некоторых городских и сельских сословиях благой решимости воздерживаться от употребления вина».
После Циркулярного Указа Святейшего Синода от 10 августа 1889 года число приходских Обществ трезвости в России стало быстро расти. По статистическим сведениям, приведенным в Первом антиалкогольном адрес-календаре, всех церковных обществ трезвости значилось в Империи к началу 1911 г. — 1767. К 1912 их стало около 2 тысяч, причем церковно-приходские общества преобладали. Так, в Сибири 96,4 % обществ трезвости были церковными.
Во всех обществах трезвости устав требовал от каждого члена «служить примером воздержания от употребления спиртных напитков, а в большинстве церковно-приходских обществ прямо требовалась абсолютная трезвость: члены не должны были ни угощать вином своих гостей, ни посещать питейных заведений, ни отдавать свои дома внаем под подобные заведения. Принимали в члены на разные сроки: на один год, как это былопринято в городских обществах, на несколько месяцев, а в иных обществах — на всю жизнь».
При широкой постановке борьбы Церкви за народную трезвость требовались хорошо подготовленные кадры. В 1909 г. появляется Указ Святейшего Синода о введении в духовных семинариях преподавания правил борьбы с алкоголизмом, в которых, в частности будущие пастыри знакомились с гибельными последствиями алкоголизма, со способами пастырской деятельности по распространению в народе трезвости посредством устройства общин трезвости и других мер борьбы с развращающим влиянием «народного пьянства».
Необходимость трезвенной проповеди отражена в обращении Святейшего Синода 1909 года.
В 1912 году в Москве прошёл II Всероссийский съезд практических деятелей по борьбе с народным пьянством. На нём Архиепископ Новгородский Арсений выразил идею трезвенного движения «Необходимо совершить переворот в умах людей, нужно радикально изменить установившееся понятие о спиртных напитках. Надо убедить людей, что алкоголь — это яд для души и тела, что напиваться дома, в гостях, у соседей, в праздник — большой позор». На этом съезде протоиереем П. А. Миртовым, была предложена Программа курса учения о трезвости для педагогов и священников учительских и духовных семинарий.
А. Л. Мендельсоном был написан учебник трезвости.
Вопросам отношения Церкви к употреблению вина в повседневной жизни и трезвости был посвящён доклад священномученика Владимира (Богоявленского), «Против ли нас (абстинентов) Библия».
К марту 1914 года относится определение Святейшего Синода об установлении на будущее время повсеместно в России ежегодного — 29 августа (ст. стиля), в день Усекновения главы Иоанна Крестителя церковного праздника трезвости, с производством в этот день сбора пожертвований на дело борьбы с пьянством.
4 апреля 1913 г. Николай II в Царском Селе принял депутацию от православно-церковных обществ трезвости в адресе, поднесённом от имени «1800 церковных обществ трезвости», содержалась просьба дать положительную оценку трезвенному движению. В частности, заключительная фраза звучала так: «Пусть же все русские люди видят, что трезвенное движение, как дело высоко государственное, охраняющее творческие силы великого русского народа, так нужные для его будущего, достолюбезно Твоему Царскому сердцу». На адресе Николай начертал: «Прочёл с удовольствием и желаю всемерного распространения по всей земле Русской трезвенного движения».

### Наиболее известные православные общества трезвости конца XIX — начала XX века
По статистическим сведениям, приведённым в Первом антиалкогольном адрес-календаре, в Империи к началу 1911 года значилось 1767 церковных обществ трезвости. К 1912 году их стало около двух тысяч, причём церковно-приходские общества преобладали. Так, в Сибири 96,4 % обществ трезвости были церковными.
Одно из первых общество трезвости было открыто в 1878 году в селе Дейкаловке Полтавской губернии, а учреждённое в 1882 году «согласие» трезвости в селе Татеве Смоленской губернии, устроенное Сергеем Рачинским, впоследствии послужило образцом для организации ряда церковно-приходских обществ.
В 1898 и 1899 годах были изданы письма Сергея Рачинского студентам Казанской духовной академии под заглавием «Письма С. А. Рачинского к духовному юношеству о трезвости», в которых он обосновал необходимость личного воздержания от спиртного: «Не говорю вам: всякое винопитие есть грех. Но умоляю вас: воспитайте вашу волю совершенную трезвостию, чтобы никогда винопитие не вовлекло вас в грех опьянения. Вот смысл тех срочных обетов, которые я предлагаю вам, изведав их пользу на бесчисленных опытах. Предлагаю их вам только потому, что положительно знаю, какое неисчислимое добро исполнение подобных обетов принесло бы и лично вам, и вашим близким».
«Пока я держался умеренности, все мои речи оставались гласом вопиющего в пустыне. Все со мной соглашались, никто не исправлялся. С тех пор, как я дал и исполняю обет трезвости, за мною пошли тысячи».
Протоиерей Пётр Поляков, будучи ещё сельским учителем в Курской губернии, организовал в 1884 году одно из первых православных обществ трезвости в России — «Христианское общество трезвости и воздержания». В Курской губернии Поляков начал издавать первый в России трезвенный журнал «Трезвое слово», который выходил в виде сборников.
Самым известным и многочисленным обществом трезвости было Александро-Невское общество трезвости в Санкт-Петербурге, основанное «апостолом трезвости», как его называли современники, священником Александром Рождественским  (1872—1905). В день открытия общества в его члены было принято 150 человек, а через год численность общества достигла 3204 человек (к 1917 году было уже более 140 тысяч трезвенников.) «Ведь это значит, — писал литератор Е. Поселянин, — 140 тысяч семей, то есть целое население крупного города, которое можно считать застрахованным от когтей нужды, безработицы, беспросветного земного ада! Это — громадная область, оторванная у сатаны, это — великий живой дар Царствию Божию».
Одним из крупнейших обществ трезвости Империи являлось Казанское общество трезвости, основанное небольшой группой активистов в 1892 году. В общество входили многие известные священнослужители, учёные, чиновники и общественные деятели Казани. Бессменным лидером организации являлся Александр Соловьёв.
Многие священники — организаторы приходских общин трезвости и деятельные проповедники трезвого образа жизни — прославлены ныне в сонме новомучеников и исповедников Российских.

### Современные православные общины трезвости
Большинство православных общин и обществ трезвости в России объединены во Всероссийское Иоанна-Предтеченское Братство «Трезвение», которое действует на основе Устава. В Братство также входят общины с Украины, из Белоруссии, Казахстана.
На данный момент Братство так или иначе представлено в 18 епархиях Русской Православной Церкви. Оно состоит из общин, каждая из которых действует по благословению архиерея, правящего данной епархией.
Из общин трезвости, не входящих в Братство «Трезвение» отметим:
Движение семейных клубов трезвости, которым руководит протоиерей Алексий Бабурин.
Православное общество христиан-трезвенников отца Иоанна Чурикова при храме Феодоровской иконы Божией Матери, храме Новомучеников и исповедников Российских в Петербурге.